# Lithophasia venosula
Lithophasia venosula là một loài bướm đêm thuộc họ Noctuidae. Nó có lẽ là loài đặc hữu ở Levant. Cho đến nay chúng chỉ được tìm thấy ở Liban và các khu rừng gần Núi Meron ở Israel.
Con trưởng thành bay vào tháng 10. Có thể có một lứa một năm.